# Ortaköy (Nicosia)
Ortaköy (in turco "villaggio di mezzo"; in greco Ορτάκιοι?) è un sobborgo settentrionale di Nicosia, Cipro. Esso è situato de iure nel distretto di Lefkoşa della Repubblica Turca di Cipro del Nord, o de jure del distretto di Nicosia della Repubblica di Cipro. Il villaggio è sempre stato abitato prevalentemente da turco-ciprioti.  Nel 2011 Ortaköy aveva 8 868 abitanti.

## Geografia fisica
Ortaköy era in passato un villaggio, ma ora è un sobborgo di Nicosia, situato a ovest della capitale.

## Origini del nome
Ortaköy significa "villaggio di mezzo" in turco, un nome che ha acquisito per la sua posizione tra Trachonas/Kızılay e Kioneli/Gönyeli. L'altro nome spesso usato dai greco-ciprioti è Minzelli.

## Società

### Evoluzione demografica

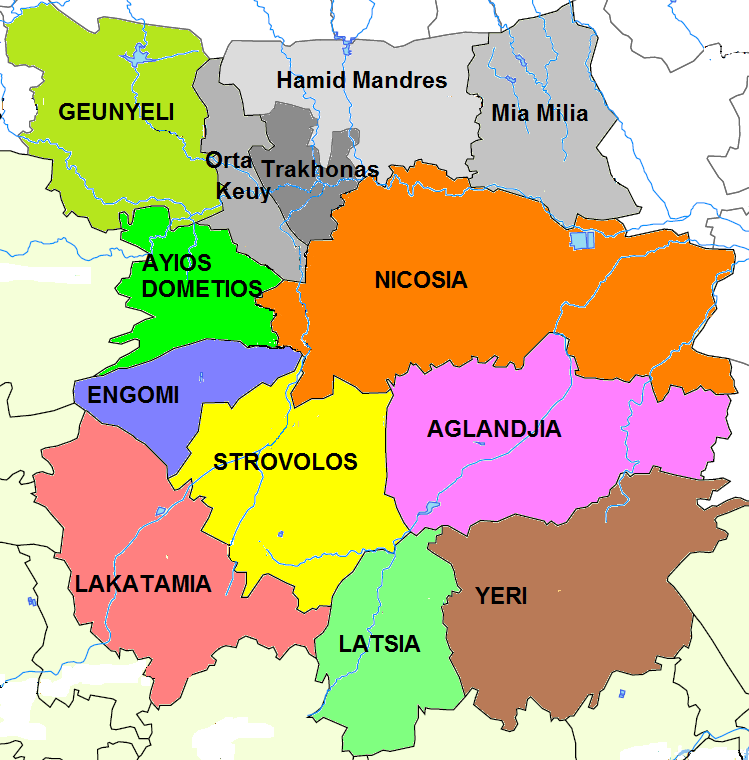
I municipi di Nicosia. Ortaköy è in grigio medio, in alto a sinistra.

Ortakeuy è diventato un sobborgo alla fine degli anni '50, quando la popolazione di Nicosia ha iniziato a diffondersi al di fuori delle mura cittadine. Fino al 1931, Ortakeuy/Ortaköy era abitata prevalentemente da turco-ciprioti. Secondo il censimento britannico del 1891, i musulmani costituivano l'unica popolazione di Ortakeuy/Ortaköy. La popolazione di Ortakeuy/Ortaköy divenne meno omogenea negli anni '30, quando alcuni greco-ciprioti si trasferirono nella zona. Negli anni Cinquanta, il villaggio, che ormai era diventato un quartiere della capitale in espansione, era abitato anche da britannici e armeni. Nel 1960, la popolazione di Ortakeuy/Ortaköy era di 1 248 abitanti (997 turco-ciprioti, 50 greco-ciprioti, 63 armeni e 117 britannici e altri).
Il primo sfollamento legato al conflitto si verificò durante i disordini intercomunitari degli anni '60, quando gli abitanti greco-ciprioti e armeni di Ortakeuy/Ortaköy lasciarono il quartiere. Non fu mai permesso loro di tornare. Inoltre, nello stesso periodo, Ortakeuy/Ortaköy divenne un importante centro di accoglienza per sfollati turco-ciprioti. Vi giunsero molti sfollati turco-ciprioti dai quartieri e dai villaggi vicini e nella parte settentrionale del quartiere fu eretto un grande campo profughi. La maggior parte di queste famiglie sfollate proveniva da villaggi come Skylloura/Yılmazköy, Akaki/Akaça, Deneia, Agios Vasileios/Türkeli, Peristerona, Kato Lakadameia; da quartieri come Tahtakale e Omeriye nella città murata di Nicosia; e dal sobborgo di Omorfita/Küçük Kaymaklı.
Attualmente il quartiere è occupato principalmente dagli abitanti turco-ciprioti originari e dagli sfollati turco-ciprioti che vi si sono trasferiti nel 1964 e nel 1974. Inoltre, lo sviluppo dell'area dalla metà degli anni ottanta ha portato molti altri turco-ciprioti non sfollati da altrove, che hanno acquistato case e si sono stabiliti nel quartiere. Ortaköy ospita anche alcuni cittadini turchi che vengono a lavorare o studiare a Cipro. La popolazione di Ortaköy è passata da 4 180 abitanti nel 1978 a 6.277 nel 2006.

## Sport

### Calcio
Il club sportivo turco-cipriota Ortaköy è stato fondato nel 1952 e nel 2015 ha partecipato alla seconda divisione K-PET della Federazione calcistica di Cipro del Nord (CTFA).